# Trofeo Melinda 2011
La Trofeo Melinda 2011, ventesima edizione della corsa e valida come evento dell'UCI Europe Tour 2011 categoria 1.1, si svolse il 20 agosto 2011 su un percorso di 198,6 km. Fu vinta dall'italiano Davide Rebellin che terminò la gara in 5h01'00", alla media di 39,588 km/h.
Partenza con 104 ciclisti, dei quali 47 portarono a termine il percorso.

## Ordine d'arrivo (Top 10)
| Pos. | Corridore            | Squadra       | Tempo    |
| ---- | -------------------- | ------------- | -------- |
| 1    | Davide Rebellin      | Miche         | 5h01'00" |
| 2    | Miguel Ángel Rubiano | D'Angelo      | s.t.     |
| 3    | Domenico Pozzovivo   | Colnago       | a 6"     |
| 4    | Daniele Ratto        | Geox-TMC      | s.t.     |
| 5    | Francisco Vila       | De Rosa       | s.t.     |
| 6    | Giuseppe Muraglia    | D'Angelo      | a 7"     |
| 7    | Enrico Battaglin     | Colnago       | s.t.     |
| 8    | Paolo Bailetti       | De Rosa       | a 8"     |
| 9    | Antonio Santoro      | Androni Gioc. | s.t.     |
| 10   | Fabio Taborre        | Acqua & Sap.  | a 10"    |